# Подольний Роман Григорович
Роман Григорович Подольний (рос. Рома́н Григо́рьевич Подо́льный, 16 жовтня 1933, Москва — пом.23 лютого 1990, Москва) — російський радянський письменник-фантаст, журналіст та популяризатор науки.

## Біографія
Роман Подольний народився у Москві в сім'ї Григорія Абрамовича Подольного, шахового тренера, керівника Московського будинку піонерів, та Міріам (Римми) Борисівни Бененсон — завідувачки бібліотечным фондом Центрального Парку Культури та Відпочинку імені Горького. Закінчив Московський державний історико-архівний інститут за спеціальністю «етнографія».
Роман Подольний розпочав друкуватися з 1956 року. У 1962 році він опублікував своє перше науково-фантастичне оповідання — «Мореплавання неможливе». Далі Подольний писав альтернативно-історичні, гумористичні та соціально-фантастичні оповідання та повісті, які увійшли до авторських збірок «Четверть генія» (1970) і «Легка рука» (1990). У 60-х роках ХХ століття Роман Подольний входив до неформального московського гуртка письменників-фантастів, організованого за ініціативою Сергія Жемайтіса, який збирався у редакції фантастики видавництва «Молода гвардія» (у цей гурток входили також Аркадій Стругацький, Север Гансовський, Анатолій Дніпров, Єремій Парнов, Михайло Ємцев, Дмитро Біленкін, Аріадна Громова, Олександр Мірер).
Роман Подольний написав також кілька десятків книг, присвячених різним областям науки — від етнографії до теоретичної фізики. Він опублікував у журналі «Знание — сила» та інших науково-популярних періодичних виданнях велику кількість нарисів і заміток.
Більш ніж двадцять років Подольний очолював відділ науки журналу «Знание — сила», який у 60—70-х роках ХХ століття, багато в чому завдяки його ентузіазму, став одним із «центрів спілкування» російських фантастів. У самому журналі Подольний з колегами створили «Академію веселих наук», де друкувались різні фантастичні розіграші, та «Комісію з контактів», яка робила спроби з наукових позицій розібрати різні свідчення про відвідування нашої планети іншопланетянами, про «сліди» цих відвідувань, а також випадки усіляких «екстрасенсорних здібностей».
Помер Роман Подольний 23 лютого 1990 року в Москві. Похований на Покровському кладовищі.

### Книги (фантастика)
- Подольный, Р. Г. Четверть гения. М., Молодая гвардия, 1970
- Подольный, Р. Г. Лёгкая рука М., Московский рабочий, 1990.

### Книги (науково-популярні)
- Подольный, Р. Г. Невидимые творцы. — М. : Географгиз, 1963.
- Подольный, Р. Г. По образу и подобию. — М. : Молодая гвардия, 1966.
- Подольный, Р. Г. Предки и мы. — М. : Мысль, 1966.
- Подольный, Р. Г. Про чувства. — М. : Детская литература, 1966.
- Подольный, Р. Г. Связь времён. — М. : Мысль, 1969.
- Подольный, Р. Г. Без обезьяны. — М. : Детская литература, 1972.
- Подольный, Р. Г. Пути народов. — М. : Детская литература, 1975.
- Подольный, Р. Г. Дети Земли. — М. : Мысль, 1977.
- Подольный, Р. Г. Вокруг света в сорок тысяч лет. — М. : Молодая гвардия, 1977.
- Подольный, Р. Г. Чем мир держится. — М. : Знание, 1978.
- Подольный, Р. Г. Любовь к мудрости. — М. : Детская литература, 1982.
- Подольный, Р. Г. Человечество открывает себя. — М. : Политиздат, 1982.
- Подольный, Р. Г. Нечто по имени ничто. — М. : Знание, 1983.
- Подольный, Р. Г. Создано человечеством / Р. Г. Подольный, Ю. В. Бромлей. — М. : Политиздат, 1984.
- Подольный, Р. Г. Чертёж мироздания. — М. : Московский рабочий, 1987.
- Подольный, Р. Г. Освоение времени. — М. : Политиздат, 1989.
- Подольный, Р. Г. Человечество — это народы / Р. Г. Подольный, Ю. В. Бромлей. — М. : Мысль, 1990.

### Фантастичні оповідання і повісті
- Без подсказок (1990)
- Бессмысленный брак (1990)
- В нашем журнале — через 100 лет (1964)
- Восьмая горизонталь (повість) (1971)
- Впервые (1962)
- Всего один укол (1969)
- Дальнейшему хранению не подлежит (1970)
- Единство цели (1964)
- Ешь своих (1970)
- Живое (1990)
- Закон сохранения (1980)
- Золото Ньютона (1990)
- Интервью (1980)
- Кибернетика запуталась (1962)
- Кому везёт (1990)
- Кто поверит? (1970)
- Лёгкая рука (1990)
- Ловкость рук (1990)
- Лучший из возможных миров (1990)
- Мамочка (1990)
- Месть (1990)
- Мореплавание невозможно (1962)
- Музей моды (1990)
- Начало одной дискуссии (1964)
- Нашествие (1970)
- Не надо разбрасываться… (1970)
- Необходимая случайность (1970)
- Непростительная ошибка (1970)
- Нет! (1990)
- Неудачный дебют (1970)
- Орёл и решка (1984)
- Печальная история (1990)
- Пионы (1979)
- Письмо (1990)
- Планета Правда (1990)
- Последний рассказ о телепатии (1976)
- Потомки делают выводы (1970)
- Потомки Орфея (1990)
- Пределы фантазии (1964)
- Приезжайте в Куртеневку (1990)
- Пришельцы (1990)
- Прыжок в высоту (1990)
- Путешествие в Англию (1964)
- Река Галис (1990)
- Розыгрыш (1990)
- Рыбак рыбака (1990)
- Сага про Митю (1973)
- Самое страшное (1970)
- Сердце Эсвада (1964)
- Скрипка для Эйнштейна (1980)
- Слава (1990)
- След Остапов (1990)
- Согласен быть вторым (1973)
- Сообщающийся сосуд (1990)
- Тем хуже для фактов (1970)
- Только один укол (1990)
- Только связи! (1970)
- Тысяча жизней (1990)
- Умение ждать (1968)
- Хорошо, что не доживу… (1990)
- Цель и средства (1970)
- Четверть гения (повість) (1970)
- Читатель (1990)

### Критика і публіцистика
- Есть ли у вас «феномен пси»? (1963)
- Невидимка… как им стать? (1967)
- Писатель с тысячью лиц (1968)
- Пророчество или предвидение? (1973)
- Разведка мыслью и чувством (1984)
- Фантастическая этнография и этнографическая фантастика (1972)